# 에그 베네딕트

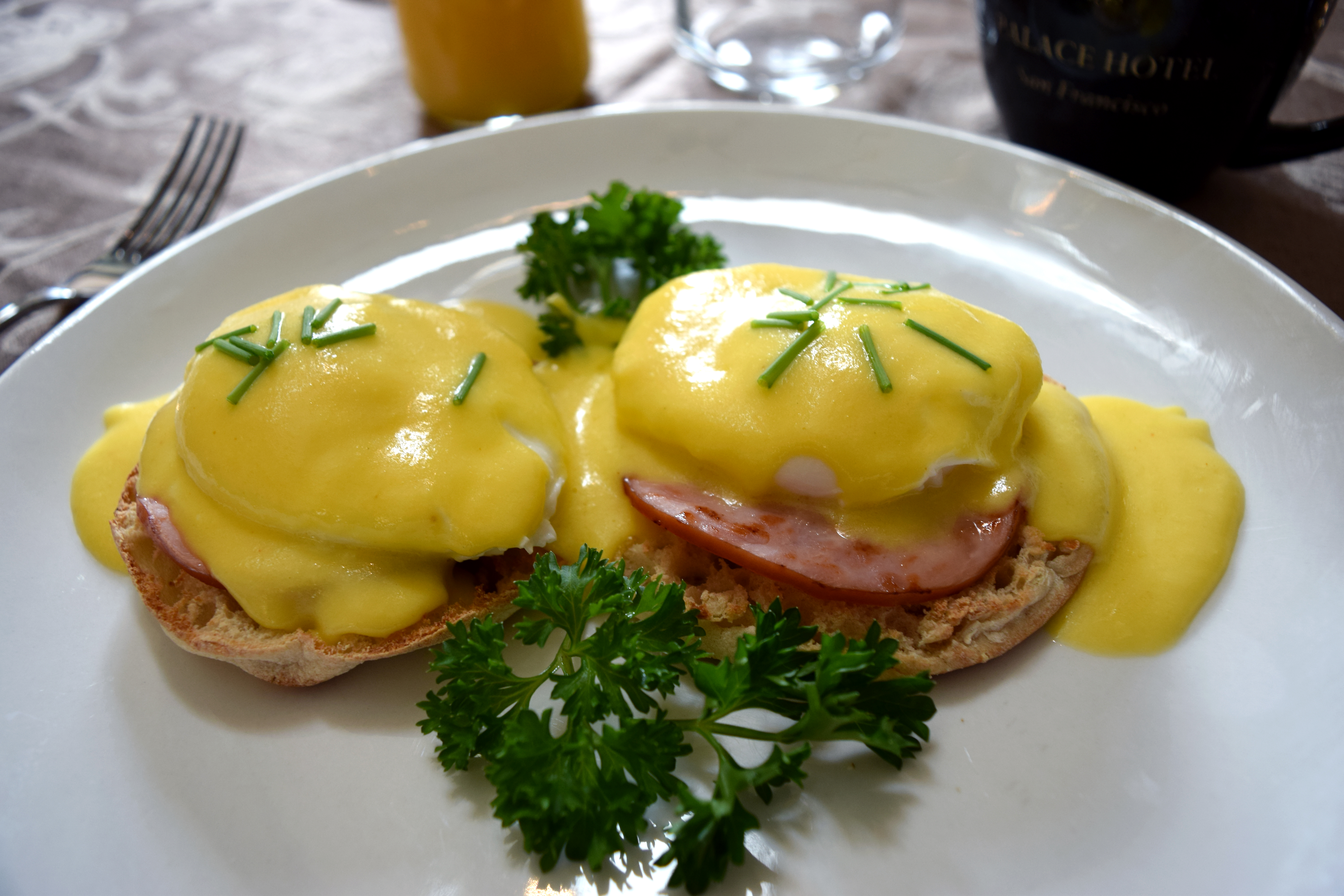
올랑드 소스를 곁들인 잉글리시 머핀에 캐나다 베이컨을 얹은 전통적인 에그 베네딕트

에그 베네딕트(영어: Eggs Benedict 에그즈 베네딕트[*])는 잉글리시 머핀 중간에 햄이나 베이컨, 연어, 올랑데즈 소스를 얹어 만드는 요리이다.

## 같이 보기
- 아침 식사 목록